# Bethenia Angelina Owens-Adair
Bethenia Angelina Owens-Adair (8 février 1840 - 11 septembre 1926) est une réformatrice sociale américaine, partisane de l'eugénisme, et l'une des premières femmes médecins de l'Oregon,.

## Biographie
Bethenia Owens naît le 8 février 1840 dans le comté de Van Buren, au Missouri. Elle est la troisième des onze enfants de Tom et Sarah Damron Owens. La famille se rend en Oregon par la piste de l'Oregon en 1843 avec le train de chariots de Jesse Applegate,. La famille s'installe dans les plaines de Clatsop et déménage ensuite à Roseburg dans la vallée de l'Umpqua,.
À l'âge de 14 ans, Owens épouse LeGrand Henderson Hill, l'un des ouvriers agricoles de son père,. Leur fils George naît alors qu'Owens a 16 ans. Ils déménagent à Yreka, en Californie, pour que Hill puisse participer à la ruée vers l'or californienne. Elle quitte Hill et obtient un diplôme de l'Eclectic Medical College of Pennsylvania en 1874 (elle rédige sa thèse sur la métrite) et de l'université du Michigan.
Elle a exercé la médecine à Roseburg, Portland et Clatsop County, dans l'Oregon, et à Yakima, dans l'État de Washington.
Elle épouse le colonel John Adair, en 1884. Ils divorcent en 1907.
Elle travaille dans le mouvement de tempérance. En 1909, elle soutient un projet de loi visant à stériliser les criminels, les épileptiques, les aliénés et les faibles d'esprit. Le projet de loi est adopté par l'assemblée législative de l'Oregon, mais le gouverneur a refusé de le signer. Huit ans plus tard, le projet de loi est devenu une loi. Un projet de loi similaire est adopté dans l'État de Washington, en 1909, en grande partie grâce à ses efforts. Owens est qualifiée de "pionnière" du mouvement de stérilisation eugénique du nord-ouest du Pacifique.
Elle décède le 11 septembre 1926, dans le comté de Clatsop.